# Fjodor Fjodorowitsch Tscherenkow
Fjodor Fjodorowitsch Tscherenkow (russisch Фёдор Фёдорович Черенков, wiss. Transliteration Fëdor Fëdorovič Čerenkov; * 25. Juli 1959 in Moskau; † 4. Oktober 2014 ebenda) war ein sowjetischer Fußballspieler und russischer -trainer.

## Sportliche Laufbahn
Tscherenkow durchlief seit 1971 die  Fußballschule von  Spartak Moskau und war von 1977 bis 1990 Stammspieler der ersten Mannschaft. Er gewann mit Spartak dreimal (1979, 1987 und 1989) die sowjetische Meisterschaft sowie im Jahr 1987 auch den sowjetischen Pokal. 1983 und 1989 wurde er zum sowjetischen Fußballer des Jahres gewählt.
Im Jahr 1990 ging Tscherenkow für eine Saison nach Frankreich zu Red Star Paris, wo er sich allerdings nicht durchsetzen konnte. Er kehrte 1991 wieder nach Russland zurück und spielte erneut für Spartak Moskau. 1993 wurde er mit seinem Team russischer Meister. In insgesamt 398 Ligaspielen für Spartak erzielte er 95 Tore.
Tscherenkow war in den 1980er Jahren Kapitän und Führungsspieler von Spartak Moskau. Der Mittelfeldspieler und exzellente Techniker war bei den Anhängern der Mannschaft sehr beliebt. Trotz seiner Erfolge mit dem Vereinsteam nahm er nie mit der Nationalmannschaft an einer Weltmeisterschaft oder Europameisterschaft teil. Insgesamt kam er zu 34 Spielen für die sowjetische Nationalmannschaft, in denen er 12 Tore erzielte. Er gewann bei den Olympischen Spielen 1980 mit dem sowjetischen Team die Bronzemedaille.

## Weiterer Werdegang
Nach seiner aktiven Laufbahn als Fußballer war Tscherenkow seit 1994 im Trainerstab von Spartak Moskau tätig und spielte regelmäßig in Veteranenteams dieses Vereins. Er starb mit erst 55 Jahren in seiner Geburtsstadt Moskau.